# متلازمة إيكاردي غوتيير
تعدّ متلازمة إيكاردي-غوتيير (بالإنجليزية: Aicardi–Goutières syndrome)‏، والتي تختلف تمامًا عن متلازمة إيكاردي، اضطرابًا التهابيًا نادرًا، وعادةً ما يظهر في مرحلة الطفولة المبكرة، ويؤثر على الدماغ والجلد (اضطراب النمو العصبي). يعاني أغلب المرضى من مشاكل فكرية وجسدية كبيرة، على الرغم من أنها ليست القاعدة. يمكن أن تتداخل بعض الخصائص السريرية للمتلازمة مع مرض الذئبة الحمامية الشاملة من أمراض المناعة الذاتية. بعد وصف ثماني حالات في عام 1984، أُشير إلى الحالة لأول مرة باسم متلازمة إيكاردي غوتيير في عام 1992، وعُقد الاجتماع الدولي الأول بشأن المتلازمة في بافيا، إيطاليا، عام 2001.
يمكن أن تحدث هذه المتلازمة بسبب الطفرات في أي واحد من عدد من الجينات المختلفة، والتي حُدّد سبعة منها حتى الآن. ينتشر هذا المرض العصبي عند السكان في جميع أنحاء العالم، على الرغم من عدم التشخيص الكافي. وُجد ما لا يقل عن 400 حالة معروفة حتى عام 2014.

## العلامات والأعراض
اقترح الوصف الأولي أن المرض كان دائمًا شديدًا، وكان مرتبطًا بتدهور عصبي مترقي، ما أدى إلى حدوث الوفاة في مرحلة الطفولة. مع تشخيص المزيد من الحالات، أصبح من الواضح أن هذا ليس هو الحال بالضرورة، إذ يعتبر العديد من المرضى الآن أنهم يظهرون صورة سريرية مستقرة ظاهريًا، وهم على قيد الحياة في العقد الرابع من عمرهم. بالإضافة إلى ذلك، يمكن أن يتأثر الأفراد الذين لديهم طفرات ممرضة في الجينات المرتبطة بالمتلازمة بشكل طفيف (تورم الأصابع فقط)، وحتى الأشقاء المصابون داخل الأسرة يمكن أن يُظهروا تفاوتًا ملحوظًا من حيث الشدة.
في نحو 10% من الحالات، تظهر المتلازمة عند الولادة أو بعدها بقليل (أي في فترة حديثي الولادة). وعندها نميز وجود: صغر الرأس، ونوبات حديثي الولادة، وسوء التغذية، والاضطرابات العصبية، والتكلسات الدماغية (تراكم رواسب الكالسيوم في الدماغ)، وتشوهات المادة البيضاء، وضمور الدماغ. ما يشير إلى أن بداية المرض كانت قبل الولادة خلال الحياة الرحمية. يمكن أن يعاني هؤلاء الأطفال من ضخامة كبدية وطحالية ونقص في الصفيحات. نحو ثلث هذه الحالات تموت في مرحلة الطفولة المبكرة.[بحاجة لمصدر]
وبخلاف ذلك، تظهر غالبية الحالات في مرحلة الطفولة المبكرة، وأحيانًا بعد فترة نمو طبيعية. خلال الأشهر القليلة الأولى بعد الولادة، يصاب هؤلاء الأطفال بسمات اعتلال دماغي مع تهيج وبكاء مستمر، وصعوبات في التغذية، والحمى المتقطعة (بدون عدوى واضحة)، وأمراض الأعصاب، والنوبات. في بعض الأحيان يمكن أن يكون الغلوكوما موجودًا عند الولادة أو يتطور لاحقًا. يحتفظ العديد من الأطفال برؤية طبيعية، على الرغم من أن عددًا كبيرًا منهم يعانون من العمى القشري. غالبًا تكون حاسة السمع طبيعية. بمرور الوقت، يُصاب ما يصل إلى 40% من المرضى بما يُسمى بآفات تورم الأصابع، وعادةً ما تظهر على أصابع القدم واليد وأحيانًا تشمل الأذنين أيضًا، وهي عادة ما تكون أسوأ خلال الشتاء.

## علم الأمراض
وُصف الأنترفيرون من النوع الأول منذ أكثر من 50 عامًا كعامل قابل للذوبان تنتجه الخلايا التي تعرضت لفيروسات معطلة وغير متكاثرة تمنع العدوى اللاحقة بالفيروس الحي. على الرغم من أن التضخيم السريع لنظام الإنترفيرون من النوع الأول شديد التأثير من حيث القضاء على الفيروس، إلا أن التحفيز الشاذ أو التحكم غير المنظم يمكن أن يؤدي إلى إنتاج مضاد للفيروسات غير مناسب أو مفرط.

## التشخيص
مخبريًا: الفحص العضوي طبيعي. تعد الزيادة في عدد الكريات البيض (خاصة الليمفاويات) في السائل الدماغي الشوكي والمستويات العالية من نشاط إنترفيرون ألفا والنيوبترين في السائل الدماغي الشوكي أدلة مهمة - ومع ذلك، فإن هذه الأدلة ليست موجودة دائمًا. مؤخرًا، سُجّل ارتفاع مستمر في مستويات الرنا المرسال للنسخ الجينية المحفزة للإنترفيرون في الدم المحيطي لجميع الحالات تقريبًا التي تحتوي على طفرات معينة بغض النظر عن عمر المريض.
علم الأشعة العصبية: إن طيف السمات الإشعاعية العصبية المرتبطة بالمتلازمة واسع، ولكنه يتميز عادةً بما يلي:
- التكلسات الدماغية: تظهر التكلسات على التصوير المقطعي المحوسب (CT) على شكل مناطق ذات إشارة غير طبيعية، وعادة ما تكون ثنائية وتقع في العقد القاعدية، ولكنها قد تمتد أحيانًا إلى المادة البيضاء. عادةً ما نكتشف التكلسات بشكل أفضل باستخدام التصوير المقطعي المحوسب (إذ يمكن أن تُهمل تمامًا أثناء التصوير بالرنين المغناطيسي).

- تشوهات المادة البيضاء: توجد في 75-100% من الحالات، وأفضل طريقة تشخيص لها هي عبر التصوير بالرنين المغناطيسي. يمكن أن تكون تغيرات الإشارة بارزة بشكل خاص في المناطق الأمامية. تشمل تشوهات المادة البيضاء أحيانًا التنكس الكيسي.

- الضمور الدماغي: يظهر بشكل متكرر.

## العلاج
حاليًا، لا توجد علاجات تستهدف على وجه التحديد السبب الأساسي للمتلازمة، وتُستخدم العلاجات الحالية للتخفيف من الأعراض، والتي يمكن أن تتنوع من حيث النطاق والشدة. يستفيد العديد من المرضى من التغذية الأنبوبية. يمكن إعطاء أدوية للمساعدة في التخلص من النوبات/الصرع. لا يزال علاج تورم الأصابع يمثل مشكلة، ولكن يمكن الحد منه بالحفاظ على دفء القدمين واليدين. يمكن أن يساعد العلاج الطبيعي، بما في ذلك استخدام الجبائر، من أجل تجنب الجراحة. يسبب البوتوكس (توكسين البوتولينيوم) في بعض الأحيان في ردود فعل مناعية شديدة لدى بعض مرضى المتلازمة، ويجب مراعاة المخاطر العالية للتلف الدماغي المحتمل قبل إعطاء البوتوكس. يجب فحص المرضى بانتظام بحثًا عن الحالات التي يمكن علاجها، وخاصةً الغلوكوما ومشاكل الغدد الصماء (خاصة قصور الغدة الدرقية). بدأت تجارب دوائية جديدة قد تؤدي إلى علاجات دوائية للمتلازمة اعتبارًا من عام 2017.[بحاجة لمصدر]

## التاريخ
في عام 1984، وصف جان إيكاردي وفرانسواز غوتيير ثمانية أطفال من خمس عائلات يعانون من اعتلال دماغي حاد مبكر، والذي تميز بوجود تكلسات في العقد القاعدية، وتشوهات في المادة البيضاء الدماغية وضمور دماغي منتشر. عُثر أيضًا زيادة في الكريات البيض، وخاصة الليمفاويات، في السائل الدماغي الشوكي، ما يشير إلى وجود حالة التهابية. خلال السنة الأولى من العمر، أصيب هؤلاء الأطفال بصغر الرأس والتشنجات. كان بعض آباء الأطفال مرتبطين جينيًا ببعضهم البعض، وكان الأطفال من الذكور والإناث على حد سواء، ما يدل على أن المرض يُورّث كصفة وراثية متنحية.[بحاجة لمصدر]